# Премијер лига Боцване у фудбалу
Премијер лига Боцване у фудбалу највећи је степен фудбалских такмичења у Боцвани, а организује је Фудбалски савез Боцване (BFA). Током 1930-их почео је да се развија фудбал у Бечуани, протекторату Уједињеног Краљевства, а 1949. године разне фудбалске организације спојиле су се и покренуле Афричку фудбалску лигу Бечуана. Клубови су се такође такмичили и у Марока—Балоји купу, заједно са клубовима из Лесота. Након стицања независности 1966. године, Бечуана је постала Република Боцвана, а организовано је и прво фудбалско првенство у држави, под називом МЛО куп. Године 1978. лига је реорганизована и одржавана је у току једне календарске године, након чега је 1999. одржана прелазна лига од 11. кола од априла до јуна, а затим је одржана лига 1999/00. од септембра до маја.
Одржава се од углавном од октобра једне године до маја наредне године, учествује 16 клубова који играју по двокружном систему, свако са сваким кући и на страни по једном. Првак иде у квалификације за КАФ лигу шампиона, док побједник Купа иде у КАФ Куп конфедерација; у зависности од позиције лиге на петогодишњој ранг листи може да има по два клуба у оба такмичења, уколико је међу првих 12, а у том случају другопласирани иде у Лигу шампиона, а трећепласирани у Куп конфедерација. Сезона 2019/20. је прекинута Због пандемије ковида 19, након чега сезона 2020/21. није ни одржана.
Габороне јунајтед је освојио титулу на првом првенству, док је Тауншип ролерс рекордер са 16 титула.

## Клубови
У сезони 2022/23. учествује 16 клубова.
| Клуб                  | Локација       |
| --------------------- | -------------- |
| Боцвана дефенс форсес | Габороне       |
| Габороне јунајтед     | Габороне       |
| Екстенжен ганерс      | Лобаце         |
| Илевен ејнџелс        | Франсистаун    |
| Маситаока             | Габороне       |
| Могадитшане фајтерс   | Могадитшане    |
| Морупуле вондерерс    | Палапе         |
| Нико јунајтед         | Селеби пикве   |
| Орапа јунајтед        | Орапа          |
| Полис 11              | Отсе           |
| Призон 11             | Габороне       |
| Секјурити систем      | Отсе           |
| Суа фламингос         | Сова           |
| Тауншип ролерс        | Габороне       |
| Холи гоуст            | Холи гоуст     |
| Џваненг галакси       | Насала а Велха |

## Прваци
Списак првака:
- 1966: није познато
- 1967: Габороне јунајтед
- 1968: није познато
- 1969: Габороне јунајтед
- 1970: Габороне јунајтед
- 1971—77: није познато
- 1978: Нотване
- 1979: Тауншип ролерс
- 1980: Тауншип ролерс
- 1981: Боцвана дефенс форсес
- 1982: Тауншип ролерс
- 1983: Тауншип ролерс
- 1984: Тауншип ролерс
- 1985: Тауншип ролерс
- 1986: Габороне јунајтед
- 1987: Тауншип ролерс
- 1988: Боцвана дефенс форсес
- 1989: Боцвана дефенс форсес
- 1990: Габороне јунајтед
- 1991: Боцвана дефенс форсес
- 1992: Екстенжен ганерс
- 1993: Екстенжен ганерс
- 1994: Екстенжен ганерс
- 1995: Тауншип ролерс
- 1996: Нотване
- 1997: Боцвана дефенс форсес
- 1998: Нотване
- 1999: Могадитшане фајтерс
- 1999/00: Могадитшане фајтерс
- 2000/01: Могадитшане фајтерс
- 2001/02: Боцвана дефенс форсес
- 2003: Могадитшане фајтерс
- 2003/04: Боцвана дефенс форсес
- 2004/05: Тауншип ролерс
- 2005/06: Полис 11
- 2006/07: Сити гринс
- 2007/08: Мочуди сентр чифс
- 2008/09: Габороне јунајтед
- 2009/10: Тауншип ролерс
- 2010/11: Тауншип ролерс
- 2011/12: Мочуди сентр чифс
- 2012/13: Мочуди сентр чифс
- 2013/14: Тауншип ролерс
- 2014/15: Мочуди сентр чифс
- 2015/16: Тауншип ролерс
- 2016/17: Тауншип ролерс
- 2017/18: Тауншип ролерс
- 2018/19: Тауншип ролерс
- 2019/20: Џваненг галакси
- 2020/21: није одржано
- 2021/22: Габороне јунајтед

## Успјешност клубова
| Клуб                  | Град        | Број титула | Сезоне |
| --------------------- | ----------- | ----------- | --- |
| Тауншип ролерс        | Габороне    | 16          | 1979, 1980, 1982, 1983, 1984, 1985, 1987, 1995, 2004/05, 2009/10, 2010/11, 2013/14, 2015/16, 2016/17, 2017/18, 2018/19 |
| Габороне јунајтед     | Габороне    | 7           | 1967, 1969, 1970, 1986, 1990, 2008/09, 2021/22                                                                         |
| Боцвана дефенс форсес | Могадитшане | 7           | 1981, 1988, 1989, 1991, 1997, 2001/02, 2003/04                                                                         |
| Могадитшане фајтерс   | Могадитшане | 4           | 1999, 1999/00, 2000/01, 2003                                                                                           |
| Мочуди сентр чифс     | Мочуди      | 4           | 2007/08, 2011/12, 2012/13, 2014/15                                                                                     |
| Екстенжен ганерс      | Лобатсе     | 3           | 1992, 1993, 1994 |
| Нотване               | Габороне    | 3           | 1978, 1996, 1998 |
| Полис 11              | Франсистаун | 1           | 2005/06 |
| Сити гринс            | Отсе        | 1           | 2006/07 |
| Џваненг галакси       | Џваненг     | 1           | 2019/20 |

## Најбољи стријелци
| Сезона   | Играч                              | Клуб                            | Број голова |
| 2005/06. | Малепа Болеланг                    | Сити гринс                      | 24          |
| 2006/07. | Поншо Молои                        | Мочуди сентр чифс               | 22          |
| 2007/08. | Мастер Маситара Жером Раматлакване | Нико јунајтед Мочуди сентр чифс | 18          |
| 2008/09. | Мастер Маситара                    | Нико јунајтед                   | 27          |
| 2009/10. | Теренс Мандаза                     | Тауншип ролерс                  | 31          |
| 2011/12. | Поншо Молои                        | Мочуди сентр чифс               |             |
| 2012/13. | Поншо Молои                        | Мочуди сентр чифс               |             |
| 2013/14. | Патрик Кунда                       | Сатмос                          | 20          |
| 2014/15. | Лемпонје Тширелецо                 | Мочуди сентр чифс               | 15          |
| 2015/16. | Тендај Нјамаџаво                   | Гилпорт лајонс                  | 19          |
| 2016/17. | Теренс Мандаза                     | Тауншип ролерс                  | 17          |
| 2017/18. | Татајаоне Кгаманјуане              | Габороне јунајтед               | 20          |
| 2018/19. | Теро Сестиле                       | Џваненг галакси                 | 18          |
| 2021/21. | Табанг Сесинји                     | Џваненг галакси                 | 24          |

## Играч сезоне
| Сезона   | Играч сезоне         | Клуб              |
| -------- | -------------------- | ----------------- |
| 2005/06. | Моемеди Моатлапинг   | Тауншип ролерс    |
| 2006/07. | Малепа Болеланг      | Сити гринс        |
| 2007/08. | Отенг Моалоси        | Мочуди сентр чифс |
| 2008/09. | Жозеф Фетого         | Габороне јунајтед |
| 2009/10. | Кабело Дамбе         | Тауншип ролерс    |
| 2013/14. | Мвампуле Масуле      | Тауншип ролерс    |
| 2014/15. | Лесото Галенамотлале | Мочуди сентр чифс |
| 2017/18. | Едвин Моалоси        | Тауншип ролерс    |
| 2018/19. | Теро Сестиле         | Џваненг галакси   |

## Статистика тренера

### Тренери прваци
| Сезона     | Клуб првак               | Тренер           |
| ---------- | ------------------------ | ---------------- |
| 1979.      | Тауншип ролерс           | Чибасо Канде     |
| 1980.      | Тауншип ролерс           | Чибасо Канде     |
| 1982.      | Тауншип ролерс           | Чибасо Канде     |
| 1983.      | Тауншип ролерс           | Чибасо Канде     |
| 1984.      | Тауншип ролерс           | Чибасо Канде     |
| 1985.      | Тауншип ролерс           | Чибасо Канде     |
| 1986.      | Gaborone United          | Томас Џонсон     |
| 1987.      | Тауншип ролерс           | Езекијел Мпофу   |
| 1990.      | Габороне јунајтед        | Артур Џејмс      |
| 1999.      | Могадитшане фајтерс      | Дејвид Брајт     |
| 1999/2000. | Могадитшане фајтерс      | Дејвид Брајт     |
| 2000/01.   | Могадитшане фајтерс      | Дејвид Брајт     |
| 2005/06.   | [[ФК Полис 11\|Полис 11] | Стандва Могвади  |
| 2007/08.   | Мочуди сентр чифс        | Бестон Чамбеши   |
| 2008/09.   | Габороне јунајтед        | Мајк Ситоле      |
| 2009/10.   | Тауншип ролерс           | Рејман Гумбо     |
| 2010/11.   | Тауншип ролерс           | Весли Мондо      |
| 2011/12.   | Мочуди сентр чифс        | Мадинда Ндлову   |
| 2012/13.   | Мочуди сентр чифс        | Мадинда Ндлову   |
| 2013/14.   | Тауншип ролерс           | Мадинда Ндлову   |
| 2015/16.   | Тауншип ролерс           | Марк Харисон     |
| 2016/17.   | Тауншип ролерс           | Могомотси Мпоте  |
| 2017/18.   | Тауншип ролерс           | Никола Кавазовић |
| 2018/19.   | Тауншип ролерс           | Родолфо Запата   |
| 2019/20.   | Џваненг галакси          | Мигел да Коста   |
| 2021/22.   | Габороне јунајтед        | Инокент Морапеди |

### Тренер сезоне
| Сезона   | Побједник        | Клуб              |
| -------- | ---------------- | ----------------- |
| 2007/08. | Мајк Ситоле      | Габороне јунајтед |
| 2011/12. | Данијел Наре     | Гилпорт лајонс    |
| 2012/13. | Мадинда Ндлову   | Мочуди сентр чифс |
| 2015/16. | Марк Харисон     | Тауншип ролерс    |
| 2016/17. | Могомотси Мпоте  | Тауншип ролерс    |
| 2017/18. | Никола Кавазовић | Тауншип ролерс    |
| 2018/19. | Родолфо Запата   | Тауншип ролерс    |
| 2019/20. | Мигел да Коста   | Џваненг галакси   |